# Katharine Frye
Pour les articles homonymes, voir Frye.
Katharine « Kate » Parry Frye (9 janvier 1878 - 16 février 1959) est une actrice, suffragiste et diariste britannique. 

## Biographie
Frye naît au 19 All Saints Road, North Kensington, à Londres. Son père, Frederick Frye (en), est un négociant, cofondateur de Leverett & Frye (en), l'une des premières chaînes d'épicerie britanniques, et sa mère est Jane Kezia Frye (née Crosbie). Katherine naît au-dessus d'une épicerie  de son père. Elle tient un journal intime dès l'âge de 8 ans, la dernière entrée du journal est datée d'octobre 1958, peu avant sa mort. Elle écrit également des pièces de théâtre et publie en 1920 Cease fire!.
En 1892, son père est élu au Parlement et il est également devenu l'unique propriétaire de Leverett & Frye. Elle est éduquée par des gouvernantes. En 1902, elle fréquente l'école de théâtre fondée par l'acteur shakespearien Ben Greet. Elle joue dans la pièce Quality Street de James Barrie et part en tournée en Angleterre et en Irlande. C'est lors de cette tournée qu'elle fait la connaissance de l'acteur John Robert Collins, avec qui elle se fiance en 1904. 
Elle s'intéresse aux questions de droit de vote des femmes à partir de 1906, rejoint la London Society for Women's Suffrage et l'Actresses' Franchise League, pour lesquelles elle travaille bénévolement. Cependant les affaires de Frederick Frye connaissent des revers de fortune en 1911 En 1912, leur maison et tout son contenu ont été vendus aux enchères. Elle accepte alors un emploi rémunéré et devient organisatrice à la New Constitutional Society for Women's Suffrage en 1911. Elle fait des campagnes pour trouver de nouveaux membres et sensibiliser les gens aux questions suffragistes, dans le sud-est de l'Angleterre, notamment le Norfolk, le Kent et le Berkshire. Elle fait campagne pour George Lansbury lorsque celui-ci démissionne de son siège au Parlement en 1912 pour provoquer une élection . Elle rend compte avec précision des funérailles d'Emily Davison. 
En 1914, Frye est secrétaire de la New Constitutional Society for Women's Suffrage. Cette organisation réoriente son action en faveur de l'assistance aux femmes durant la Seconde Guerre. Elle se marie le 9 janvier 1915. 
Katharine Frye revient brièvement à la comédie, en 1931-1932, sous son nom de scène, Katherine Parry, en participant à une tournée de la pièce The Miracle. Durant la Seconde Guerre, son mari et elle proposent dans leur théâtre Woodman's Hut Theatre de Berghers Hill, de Beaconsfield, dans le Buckinghamshire, des mises en scène de pièces dont elle est l'auteure. Son mari meurt en 1958, elle meurt à son tour quelques mois plus tard, en 1959. 

## Postérité
Son journal intime est retrouvé par l'écrivaine et libraire, Elizabeth Crawford, qui édite la période de 1911 à 1915.

## Publications
- Cease Fire! (théâtre), Samuel French, 1921.
- Campaigning for the Vote: Kate Parry Frye's Suffrage Diary, 2012 - édité par Elizabeth Crawford.